# バンニクス
バンニクス（学名：Bannykus、「半分の爪」の意）は、中華人民共和国内モンゴル自治区に分布するバイン・ゴビ層の下部白亜系から化石が産出している、アルヴァレスサウルス上科に属する恐竜の属。タイプ種 Bannykus wulatensis を包含する。アルヴァレスサウルス類としては大型であり、大腿骨周囲長から体重は24キログラムと推定されている。

## 発見

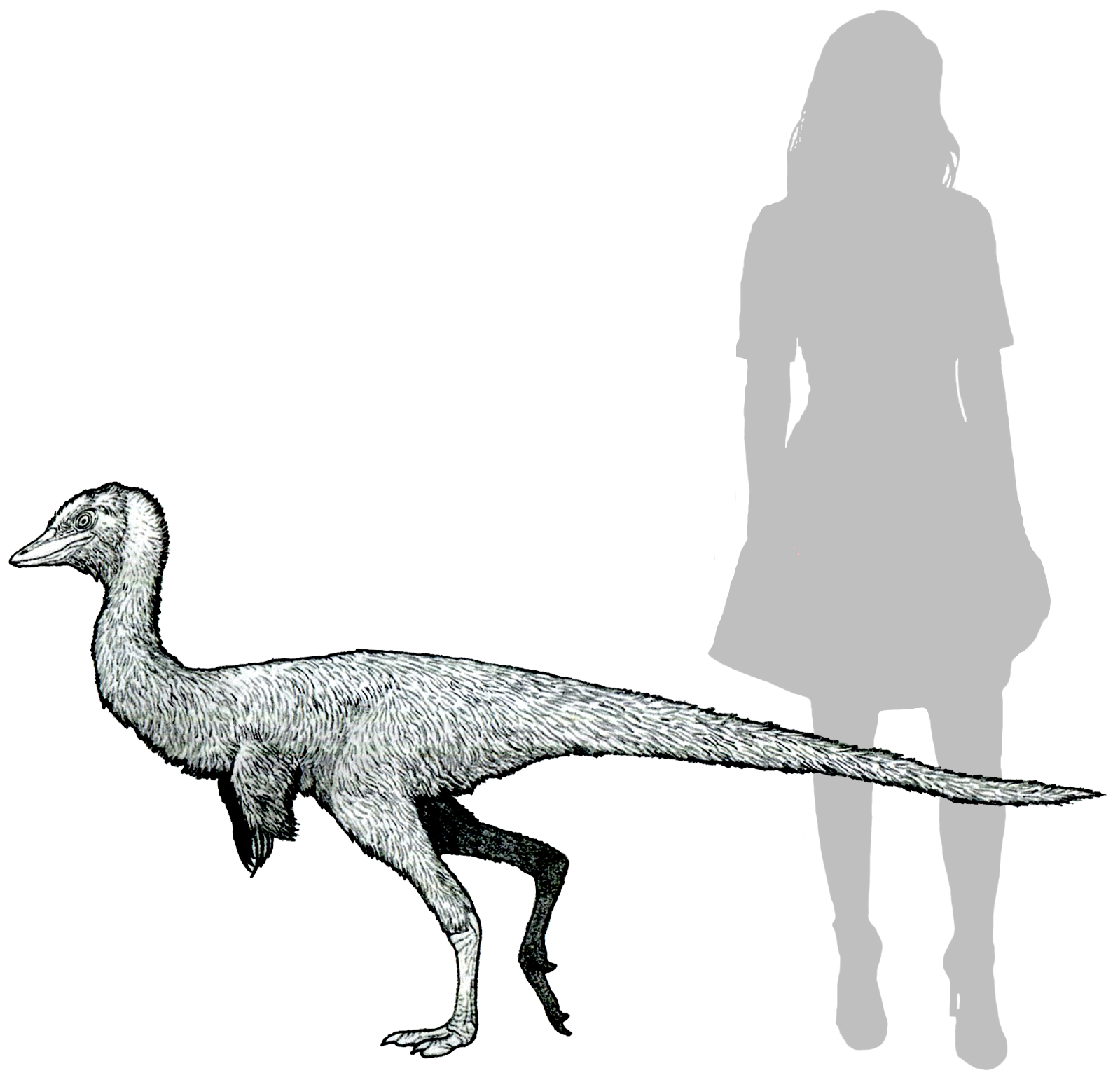
ヒトとの大きさ比較

Bannykus wulatensis のホロタイプ標本 IVPP V25026 は部分的に関節した不完全な骨格である。ホロタイプ標本は中華人民共和国内モンゴル自治区のウラド後旗において、バイン・ゴビ層から産出している。2009年に発見されたのち、2012年には "Wulatesaurus" という非公式の名前の下で日本において展示された。2018年に学名 Bannykus wulatensis が命名されており、属名は官話で「半分」を意味する語 Ban（中国語: 半）とギリシア語で「鉤爪」を意味する語 onyx に由来する。これは本属に見られるミッシングリンク的形質に言及したものである。種小名はホロタイプ標本が発見された旗であるウラド後旗に由来する。

## 分類
バンニクスは、シユニクスと共にアルヴァレスサウルス類の7000万年に及ぶ進化的空白を埋めるものである。 バンニクスは産出した地層の年代のほかに形態的・機能的観点でもハプロケイルスと他のアルヴァレスサウルス類との中間に位置しており、典型的なテタヌラ類の比較的長い前肢とアルヴァレスサウルス科の退化した前肢との中間的な形態を示唆する。